# Viirelaid
Ne doit pas être confondu avec Virelai.
Viirelaid est une île d'Estonie dans le golfe de Riga.

## Géographie
Elle se situe au sud-ouest de Muhu et forme avec Kesselaid, Võilaid et Suurlaid la Commune de Muhu. 

## Histoire
L'île a été au XIXe siècle un point de départ du transport maritime. Le phare de Viirelaid en acier date de 1882. Il a remplacé un phare en bois construit en 1857. Il a été rénové en 2004.